# Yūsaku Kodama
Yūsaku Kodama (japanisch 児玉 悠作 Kodama Yūsaku; * 16. Dezember 2000) ist ein japanischer Hürdenläufer, der sich auf die 400-Meter-Distanz spezialisiert hat.

## Sportliche Laufbahn
Erste internationale Erfahrungen sammelte Yūsaku Kodama im Jahr 2023, als er bei den Asienmeisterschaften in Bangkok in 48,96 s auf Anhieb die Silbermedaille über 400 m Hürden hinter dem Katari Bassem Hemeida gewann. Im August schied er bei den Weltmeisterschaften in Budapest mit 50,18 s in der ersten Runde aus, ehe er im Oktober bei den Asienspielen in Hangzhou im Finale disqualifiziert wurde. 

## Persönliche Bestleistungen
- 400 Meter: 47,17 s, 9. September 2022 in Kyōto
- 400 m Hürden: 48,77 s, 21. Mai 2023 in Yokohama